# فورگ (درمیان)
فورگ روستایی در دهستان درمیان بخش مرکزی شهرستان درمیان استان خراسان جنوبی ایران است.
فورگ درست در مرکز دو شهر درمیان و بیرجند جای دارد و ۱۰ کیلومتر دورتر از شهر اسدیه، مرکز شهرستان درمیان است. این فاصله چنان اندک است که می‌توان فورگ و اسدیه را همسایه و بهره‌ور از یک اقلیم و آب‌وهوا دانست. فورگ از قائن و سربیشه، دو شهر دیگر خراسان جنوبی، نیز چندان دور نیست.
روستای فورگ گرداگرد دژ تاریخی‌اش شکل‌گرفته است. تاریخ فورگ بسیار دیرینه‌تر از دژی است که در سده دوازدهم قمری ساخته شده است. 
در بازه ی زمانی کوتاه قلعه فورگ به دستور فتحعلیشاه قاجار مرکز فرماندهی مرز های شرق کشور بوده که طی حکمی جافرخان راکی به ریاست این منصب و قلعه  منصوب شدند 
کوه‌ها نیز مانند باروهای طبیعی، فورگ را نگهبانی می‌کنند. روستا در دامنه کوه مومن‌آباد پاگرفته و بالیده است. کوهی بلند که از شمال باختری تا جنوب کشیده شده است.
فورگ بافتی کهن دارد و ازآن‌رو که سازه‌ها و خانه‌هایش در دامنه کوه ساخته شده‌اند، شکل پلکانی پیدا کرده است. کوچه‌های روستای فورگ باریک و تنگ است؛ نه آن اندازه که گذر از آنها دشوار باشد. کوچه‌ها را به آن شکل ساخته‌اند تا سایه دیوارهای بلندش تابش تند خورشید را بگیرد. افزون بر اینکه ساباط‌هایی که در جای‌جای کوچه‌ها برآورده‌اند، دمی آسودن و گریز از گرمای روز را شدنی می‌سازد. خانه‌های روستا از سنگ، خشت و آجر برپا شده‌اند. ایوان خانه‌ها و درگاه‌های خوش‌نقش آنها نیز از دیگر ویژگی‌های کم مانند فورگ است. کوی‌های روستا که همگی کوچه‌هایی آجرفرش با دیوارهایی کاه‌گلی هستند با نام‌های سرده، پایین‌ده، چهکاب و بلال شناخته می‌شوند. کهن‌ترین کوی فورگ سراوان نام دارد که همسایه دیواربه‌دیوار دژ است.
آب‌وهوای فورگ سرد و کوهستانی است. در سال‌های دور، رودخانه‌ای از میان روستای فورگ می‌گذشت که اکنون نشانی از آن نیست.

## تاریخچه
فورگ یکی از قدیمی‌ترین روستاهای شهرستان درمیان است و بافت آن قدیمی می‌باشد. این روستا بر روی کوه و دور تا دور قلعه ای بزرگ شکل گرفته که به قلعهٔ فورگ مشهور است. کوچه‌های تنگ، ساباط‌های بیشمار، معماری کوهستانی، معماری پلکانی با مصالح سنگ وخشت و آجر، ایوان، ورودی‌های تعریف شده از ویژگیهای خاص این روستای زیبا است.
سنگ‌نوشته کهنی در فورگ یافته‌اند که در آن نامی از (مظفر کیقباد) برده شده است. شاید اشاره‌ای به کیقباد، شهریار کیانی است. گفته‌اند این روستا را در گذشته‌های دور (پور کیقباد) می‌نامیدند و سپس‌تر فور کیقباد گفتند و برای آنکه آسان‌تر به زبان بیابد، فورگ نامیدند. شاید درست‌تر آن است که فورگ نام نیای خاندانی ایرانی بوده که در زمانی بسیار دور، بر آن گستره فرمان می‌راندند.

## جمعیت
بر پایه سرشماری عمومی نفوس و مسکن در سال ۱۳۹۵ جمعیت این روستا ۶۹۰ نفر (در ۲۰۴ خانوار) بوده‌است.

## محصولات
پیرامون فورگ دشت‌های پهناوری از باغستان‌های درختان سرخ‌رنگ زرشک است. فورگ را با زرشک ممتازش می‌شناسند. زرشک فورگ یک ویژگی دیگر هم دارد: بی‌دانه است. در فورگ درختان توت نیز یافت می‌شود.

## نگارخانه

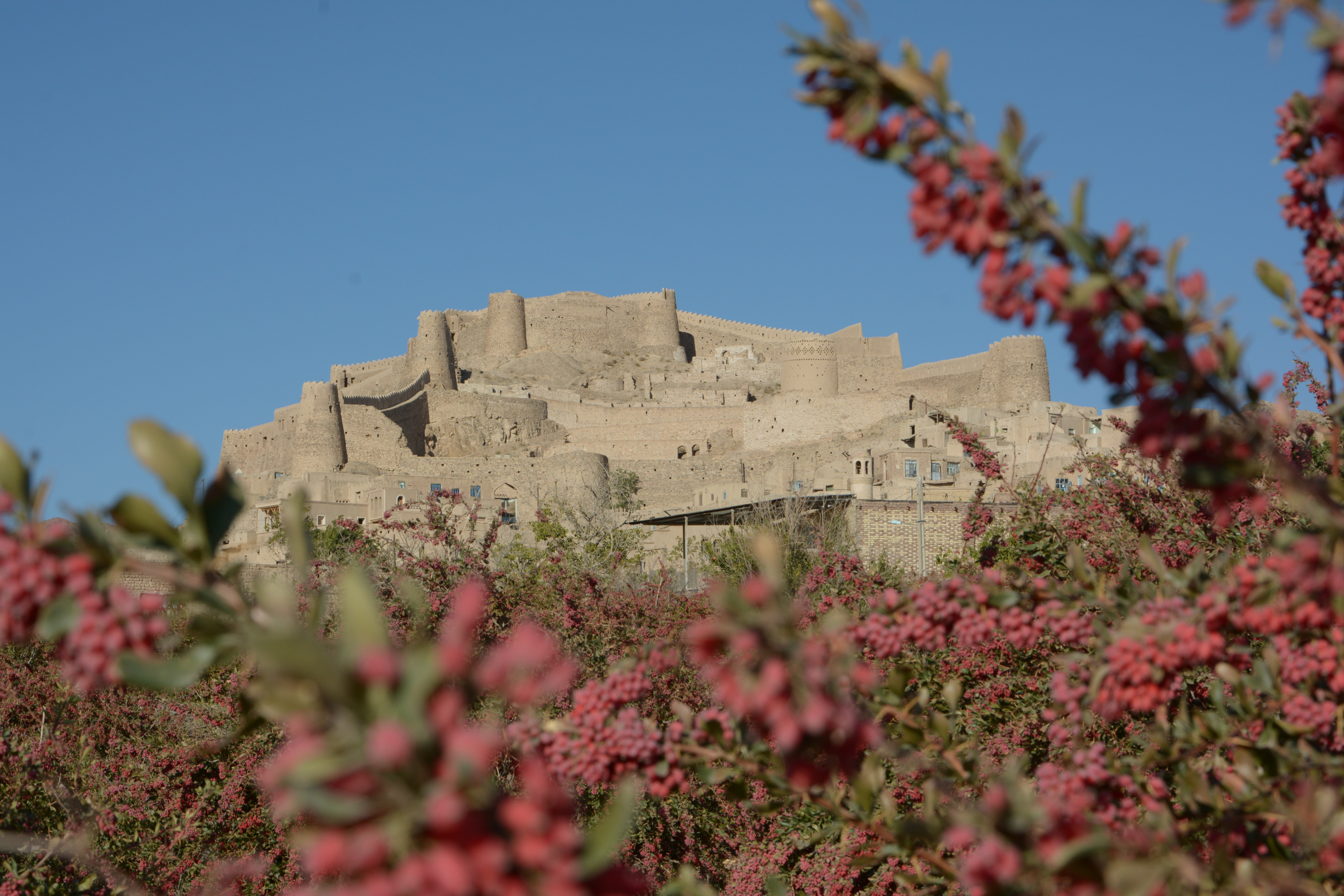
قلعه فورگ در فصل زرشک

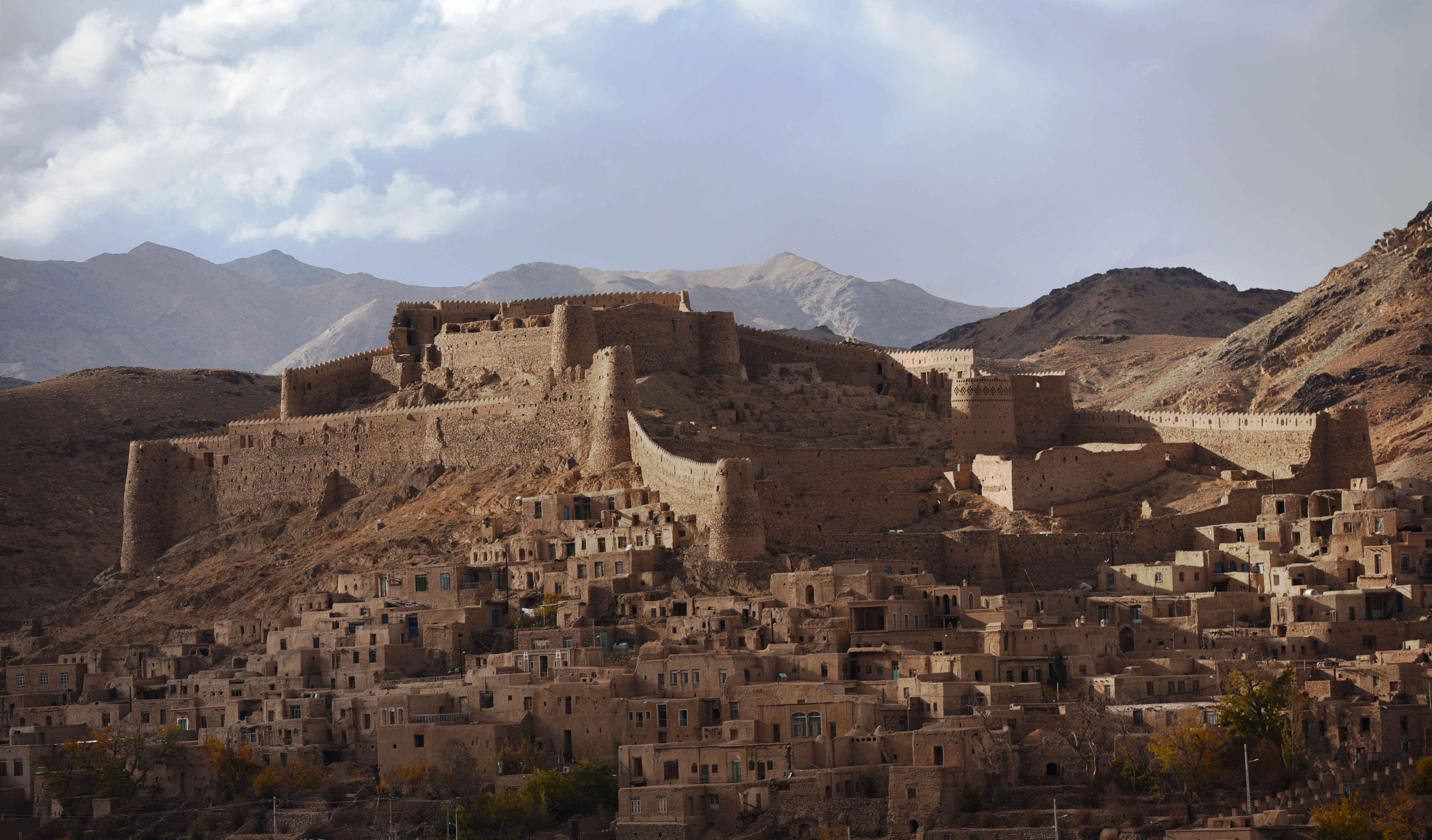
روستای فورگ درمیان

## جاذبه‌های گردشگری
- قلعهٔ فورگ

فورگ رو بیشتر به خاطر قلعه ی فورگ که یکی از زیباترین قلعه های ایرانی است می شناسند. قلعه فورگ بعد از قلعه الموت مهمترین مقر حضور فدائیان اسماعیلیه بوده است. ساخت این قلعه در زمان میرزا بقاخان حاکم منطقه ای که از سوی نادر شاه به این سمت گمارده شده بود آغاز شد. بعد از وی پسرش میرزا رفیع خان ساختن قله را تمام کرد. سنگ، آجر، خشت ،گچ، آهک و ساروج از مصالح به کار رفته در ساخت این بنا است.
دژ فورگ یکی از دست‌نخورده‌ترین دژهای ایران است. آن را در نیمه دوم سده دوازدهم قمری ساخته‌اند. در سالیانی که نادرشاه افشار بر ایران فرمان می‌راند. این دژ بر روی صخره‌ای طبیعی برپا شده است و هیچ پی یا بنیادی ندارد. ویژگی جغرافیایی آنجا، ساختن دژی بلند و گسترده را بدون پی ریختن شدنی می‌ساخته است. اندکی بیش از ۹ هزار مترمربع نیز گستردگی آن است و از ۳ بخش مرکزی که به آن کهن‌دژ می‌گفتند، شارسان که جای زندگی دژنشینان بود و رَبض یا باروی دژ، شکل‌گرفته است. این دژ راهروهایی باریک و برج و باروهایی بلند دارد. هرچند در سال‌های گذشته چند برج از برج‌های هجده‌گانه دژ فروریخت. به آن برج و باروها دو حصار درهم‌تنیده را هم باید افزود. زمانی که نادرشاه کشته شد و آشوب سراسر ایران را درنوردید، دژ فورگ جایی برای کشمکش‌ها و زدوخوردهای بسیار بود.
در فورگ نشانه‌های تاریخی و گردشگری دیگری نیز یافت می‌شود مانند: گرمابه و حوض میرزا و چند خانه دیرینه.
فورگ یکی از جاهای خوب و دیدنی بیرجند هست.
1. ↑  ایرانگردی[پیوند مرده]
2. 1 2  نگار جمشیدنژاد (۱۷ آذر ۱۳۹۹). «فورگ؛ سایه‌ساری از باغ‌ها و شکوفه‌ها». ماهنامه خبری و فرهنگی امرداد (۴۳۳): ۸.
3. ↑  «نتایج سرشماری ایران در سال ۱۳۹۵». درگاه ملی آمار. بایگانی‌شده از اصلی (اکسل) در ۲۰ شهریور ۱۴۰۲.
4. ↑  «melkima.com». بایگانی‌شده از اصلی در ۲۳ سپتامبر ۲۰۲۰. دریافت‌شده در ۱۵ دسامبر ۲۰۱۹.